# 象蒲
象蒲（学名：Typha elephantina）是香蒲科香蒲属的植物。分布于尼泊尔、印度、巴基斯坦及非洲以及中国大陆的云南：镇康等地，生长于海拔1,100米的地区，目前尚未由人工引种栽培。